# پیاگیلو
پیاگِیلو یک آب‌سنگ حلقوی بدون سکنه در جزایر کارولین در ایالت یاپ در ایالات فدرال میکرونزی است. پیاگیلو در ۷۱ کیلومتر (۴۴ مایل) شمال خاور لاموترک، ۷۱ کیلومتر (۴۴ مایل) شمال باختر ساتاوال و ۹۴۵ کیلومتر (۵۸۷ مایل) کیلومتری جنوب خاور آبخوست یاپ است. آب‌سنگ حلقوی پیاگیلو خاوری‌ترین آبخوست در گروه آبخوست‌هایی است که بر روی یک آبکوه قرار دارند. این آبکوه با درازای ۱۸۰ کیلومتر (۱۱۰ مایل) از کناره «گرِی فِدِر» به سوی باختر کشیده شده است. آب‌سنگ کندر، آب‌سنگ حلقوی پیکلوت، و کناره اورایتیلیپیو نیز بر روی همین آبکوه هستند. برای جداسازی آب‌سنگ حلقوی پیاگیلو از آب‌سنگ حلقوی فایو (به انگلیسی: Fayu) در ایالت چوک که در فاصله ۵۰۰ کیلومتر (۳۱۰ مایل) از یکدیگر قرار دارند، پیاگیلو به «فایوی باختری» و فایو به «فایوی خاوری» شناخته می‌شود.
درازای آب‌سنگ حلقوی پیاگیلو ۷ کیلومتر (۴٫۳ مایل) و پهن‌ترین بخش آن ۳٫۵ کیلومتر (۲٫۲ مایل) است. مساحت تالاب داخلی ۵٫۶ کیلومتر مربع (۲٫۲ مایل مربع) و راه ورود به آن در لبه جنوب خاوری آب‌سنگ است. بیشینه ژرفا آن ۳۸ متر (۱۲۵ فوت) است.
«فایوی باختری» با مساحت ۶ هکتار (۱۵ جریب فرنگی) تنها آبخوست در آب‌سنگ حلقوی پیاگیلو است در شمال خاوری‌ترین بخش آب‌سنگ قرار دارد.
مدیریت پیاگیلو بر عهده شهرداری ساتاوال است.